# 穆尔贝克
穆尔贝克（荷蘭語：Moerbeke，荷蘭語發音：[ˈmuːrbeːkə]），有时又称穆尔贝克-瓦斯（Moerbeke-Waas，[ˌmuːrbeːkə ˈʋaːs]），是比利时弗拉芒大區东佛兰德省根特區的一个市镇，北与荷兰接壤，通行荷蘭語，是弗拉芒社群的一部分，面积37.93平方千米，人口6,455人（2018年1月1日）。